# Cole Sillinger
Cole Sillinger (* 16. května 2003 Columbus) je profesionální kanadský hokejový centr momentálně hrající v týmu Cleveland Monsters v AHL. V roce 2021 byl draftován již v 1. kole jako 12. celkově klubem Columbus Blue Jackets.

## Klubové statistiky
| Sezona     | Klub                  | Soutěž     | Základní část | Základní část | Základní část | Základní část | Základní část | Play off | Play off | Play off | Play off | Play off |
| Sezona     | Klub                  | Soutěž     | Z             | G             | A             | B             | TM            | Z        | G        | A        | B        | TM       |
| ---------- | --------------------- | ---------- | ------------- | ------------- | ------------- | ------------- | ------------- | -------- | -------- | -------- | -------- | -------- |
| 2018–19    | Regina Pat Canadians  | SMAAAHL    | 39            | 31            | 45            | 76            | 44            | 8        | 4        | 7        | 11       | 24       |
| 2018–19    | Medicine Hat Tigers   | WHL        | 4             | 0             | 2             | 2             | 0             | 6        | 1        | 0        | 1        | 0        |
| 2019–20    | Medicine Hat Tigers   | WHL        | 48            | 22            | 31            | 53            | 22            | —        | —        | —        | —        | —        |
| 2020–21    | Sioux Falls Stampede  | USHL       | 31            | 24            | 22            | 46            | 39            | —        | —        | —        | —        | —        |
| 2021–22    | Columbus Blue Jackets | NHL        | 79            | 16            | 15            | 31            | 37            | —        | —        | —        | —        | —        |
| 2022–23    | Columbus Blue Jackets | NHL        | 64            | 3             | 8             | 11            | 22            | —        | —        | —        | —        | —        |
| 2022–23    | Cleveland Monsters    | AHL        | 11            | 2             | 4             | 6             | 12            | —        | —        | —        | —        | —        |
| NHL celkem | NHL celkem            | NHL celkem | 143           | 19            | 23            | 42            | 59            | —        | —        | —        | —        | —        |